# Nombres 500 à 599
Pour les années, voir  500, 500 av. J.-C., VIe siècle et VIIe siècle av. J.-C.
Cet article recense les nombres entiers de 500 (cinq cents) à 599 (cinq cent quatre-vingt-dix-neuf) en mentionnant certaines propriétés dont, pour ceux qui ne sont pas premiers, leur décomposition en facteurs premiers.

## Entiers de 500 à 509

### 500
- 22 × 53,
- un nombre Harshad,
- un modèle de Formule 1, la Ferrari 500,
- un modèle de voiture italienne, la Fiat 500,
- un modèle de voiture italienne, l'Abarth 500,
- un modèle de voiture américaine, la Ford 500,
- un jeu de cartes, le 500 (en),
- un code d'état HTTP pour une erreur interne au serveur,
- un code d'état SMTP signifiant qu’une erreur de syntaxe s’est produite due à une commande inconnue,
- le nombre de signatures de grands électeurs qu'un candidat aux élections présidentielles en France doit obtenir pour pouvoir s'y présenter,
- le nombre de Japonais (250 couples) qui ont fait l'amour côte à côte sur le même plancher en 2006, record immortalisé par le film 500人SEX.

### 501
3 × 167,
- la somme des dix-huit premiers nombres premiers,
- le modèle d'un jeans, le Levi's 501,
- un code statut HTTP indiquant que le serveur ne supporte pas le service demandé,
- un code statut SMTP signifiant une erreur de syntaxe dans les paramètres,
- le nombre de verbes dans les séries de 501 verbes de Barron's Educational Series (par exemple : 501 verbes espagnols, 501 verbes français, etc.),
- le montant le plus bas de crédit aux États-Unis nommé VantageScore, correspondant à un crédit très pauvre,
- 501 s'écrit DI en chiffres romains,
- le numéro de la légion commandée par Dark Vador lors de l'assaut sur le temps Jedi.

### 502
- 2 × 251,
- un code d'état HTTP proposé pour indiquer que le serveur est temporairement surchargé,
- un code d'état SMTP signifiant que la virgule n'est pas implémentée.

### 503
- un nombre premier sûr,
- la somme de trois nombres premiers consécutifs (163 + 167 + 173),
- la somme des cubes des quatre premiers nombres premiers,
- un nombre premier de Chen,
- un nombre d'Eisenstein premier,
- un code d'état HTTP proposé indiquant un temps dépassé,
- un code d'état SMTP signifiant une mauvaise suite de commandes.

### 504
- 23 × 32 × 7,
- un nombre Tribonacci,
- un nombre semi-méandrique,
- un modèle de voiture, la Peugeot 504,
- un nombre Harshad,
- un nombre refactorisable,
- un code d'erreur HTTP signifiant que le délai d'attente d'une réponse par un serveur a été dépassé,
- un code d'état SMTP signifiant qu'un paramètre de commande n'est pas implémenté.

### 505
- 5 × 101,
- l'indicatif téléphonique pour le Nouveau-Mexique,
- un modèle de jeans Levi's,
- un modèle de sous-marin, l'Unterseeboot 505,
- un modèle de voiture, la Peugeot 505,
- un dériveur de compétition monotype, le 505,
- une constante magique des carrés magiques normaux d'ordre 10.

### 506
- 2 × 11 × 23,
- un nombre sphénique,
- un nombre carré pyramidal,
- un nombre oblong,
- un nombre Harshad,
- l'indicatif téléphonique pour le Nouveau-Brunswick, au Canada.

### 507
- 3 × 132.

### 508
- 22 × 127,
- la somme de quatre nombres premiers consécutifs (113 + 127 + 131 + 137),
- un modèle de voiture, la Peugeot 508.

### 509
- un nombre premier de Pythagore,
- le plus petit nombre premier de Sophie Germain pour commencer une chaîne de Cunningham à 4 termes de premier ordre {509, 1019, 2039, 4079},
- un nombre premier de Chen,
- un nombre d'Eisenstein premier,
- un nombre hautement cototient.

## Entiers de 510 à 519

### 510
- 2 × 3 × 5 × 17,
- la somme de huit nombres premiers consécutifs (47 + 53 + 59 + 61 + 67 + 71 + 73 + 79) et de dix nombres premiers consécutifs (31 + 37 + 43 + 47 + 53 + 59 + 61 + 67 + 71),
- un nombre nontotient,
- un nombre Harshad.

### 511
- 7 × 73,
- un nombre Harshad.

### 512
- 29,

- un titre d'une chanson de Lamb of God.

### 513
- 33 × 19,
- un nombre Harshad.

### 514
- 2 × 257,
- un nombre triangulaire centré,
- un nombre nontotient,
- un indicatif téléphonique pour la région de Montréal au Québec.

### 515
- 5 × 103,
- la somme de neuf nombres premiers consécutifs (41 + 43 + 47 + 53 + 59 + 61 + 67 + 71 + 73).

### 516
- 22 × 3 × 43,
- un nombre nontotient,
- un nombre intouchable,
- un nombre refactorisable,
- un nombre Harshad.

### 517
- 11 × 47,
- la somme de cinq nombres premiers consécutifs (97 + 101 + 103 + 107 + 109),
- un nombre de Smith.

### 518
- 2 × 7 × 37,
- 518 = 51 + 12 + 83 (une propriété partagée avec 175 et 598),
- un nombre sphénique,
- un nombre nontotient,
- un nombre intouchable,
- un nombre Harshad.

### 519
- 3 × 173,
- la somme de trois nombres premiers consécutifs (167 + 173 + 179).

## Entiers de 520 à 529

### 520
- 23 × 5 × 13,
- un nombre intouchable.

### 521
- un nombre premier de Pythagore,
- un nombre de Lucas premier,
- un nombre premier de Chen,
- un nombre d'Eisenstein premier.

### 522
- 2 × 32 × 29,
- la somme de six nombres premiers consécutifs (73 + 79 + 83 + 89 + 97 + 101),
- un nombre Harshad.

### 523
- un nombre premier,
- la somme de sept nombres premiers consécutifs (61 + 67 + 71 + 73 + 79 + 83 + 89).

### 524
- 22 × 131.

### 525
- 3 × 52 × 7.

### 526
- 2 × 263,
- un nombre pentagonal centré,
- un nombre nontotient,
- un nombre de Smith.

### 527
- 17 × 31.

### 528
- 24 × 3 × 11,
- un nombre triangulaire.

### 529
- 232,
- un nombre composé non brésilien,
- un nombre octogonal centré.

## Entiers de 530 à 539

### 530
- 2 × 5 × 53,
- un nombre sphénique,
- un nombre nontotient,
- un nombre intouchable.

### 531
- 32 × 59,
- un nombre Harshad.

### 532
- 22 × 7 × 19,
- un nombre nontotient.

### 533
- 13 × 41,
- la somme de trois nombres premiers consécutifs (173 + 179 + 181) et de cinq nombres premiers consécutifs (101 + 103 + 107 + 109 + 113).

### 534
- 2 × 3 × 89,
- un nombre sphénique,
- la somme de quatre nombres premiers consécutifs (127 + 131 + 137 + 139),
- un nombre nontotient.

### 535
- 5 × 107,
- un nombre de Smith.

### 536
- 23 × 67,
- le nombre de façons d’arranger les pièces du puzzle stomachion dans un carré, sans compter les rotations ou les réflexions.

### 537
- 3 × 179,
- un zéro de la fonction de Mertens.

### 538
- 2 × 269,
- un nombre méandrique ouvert,
- un nombre nontotient.

### 539
- 72 × 11.

## Entiers de 540 à 549

### 540
- 22 × 33 × 5,
- un nombre intouchable,
- un nombre décagonal,
- un nombre Harshad.

### 541
- un nombre premier de Pythagore,
- un nombre premier de Chen,
- un nombre chanceux,
- un nombre étoilé,
- un zéro de la fonction de Mertens.

### 542
- 2 × 271,
- un nombre nontotient.

### 543
- 3 × 181.

### 544
- 25 × 17.

### 545
- 5 × 109,
- un nombre carré centré.

### 546
- 2 × 3 × 7 × 13,
- la somme de huit nombres premiers consécutifs (53 + 59 + 61 + 67 + 71 + 73 + 79 + 83).

### 547
- un nombre premier cubain,
- un nombre hexagonal centré,
- un nombre heptagonal centré.

### 548
- 22 × 137,
- un nombre nontotient,
- tout entier naturel est le somme d'au plus 548 puissances neuvièmes (voir Problème de Waring).

### 549
- 549 = 32 × 61.

## Entiers de 550 à 559

### 550
- 2 × 52 × 11,
- un nombre pyramidal pentagonal,
- un nombre nontotient,
- un nombre Harshad,
- un code d'état SMTP signifiant que l'action demandée n'est pas effectuée parce que la boîte aux lettres est indisponible.

### 551
- 19 × 29,
- la somme de trois nombres premiers consécutifs (179 + 181 + 191),
- un code d'état SMTP signifiant que l'utilisateur n'est pas local.

### 552
- 23 × 3 × 23,
- la somme de six nombres premiers consécutifs (79 + 83 + 89 + 97 + 101 + 103),
- la somme de dix nombres premiers consécutifs (37 + 43 + 47 + 53 + 59 + 61 + 67 + 71 + 73),
- un nombre oblong,
- un nombre intouchable,
- un nombre Harshad,
- un modèle de sous-marin, l'Unterseeboot 552,
- un code d'état SMTP signifiant que l'action demandée est interrompue parce que la boîte aux lettres est pleine.

### 553
- 7 × 79,
- la somme de neuf nombres premiers consécutifs (43 + 47 + 53 + 59 + 61 + 67 + 71 + 73 + 79),
- un modèle de sous-marin, l'Unterseeboot 553,
- un code d'état SMTP signifiant que l'action demandée est interrompue à cause d'une faute dans le nom de la boîte aux lettres.

### 554
- 2 × 277,
- la fonction de Mertens retourne 6 pour ce nombre, un record qui tient jusqu'au nombre 586,
- un nombre nontotient,
- un code d'état SMTP signifiant que la transaction a échoué.

### 555
- 3 × 5 × 37,
- un nombre sphénique,
- un nombre uniforme en base 10,
- un nombre Harshad,
- l'indicatif téléphonique des n° de téléphone fictifs (n° échangés dans les films, par exemple) d'Amérique du Nord,
- le nombre de sonates pour clavier écrites par Domenico Scarlatti, selon le catalogue établi par Ralph Kirkpatrick,
- le n° de modèle du 555 timer IC, un circuit intégré classique implémenté dans beaucoup d'applications à base de temps et de multivibrateur, et historiquement largement utilisé en électronique,
- Le nombre de sièges de l’A380-800,
- State Express 555, une ancienne marque de cigarettes.
- Le nombre du changement et des anges

### 556
- 22 × 139,
- la somme de quatre nombres premiers consécutifs (131 + 137 + 139 + 149),
- nombre intouchable,
- un modèle de sous-marin, l'Unterseeboot 556.

### 557
- un nombre premier de Pythagore,
- un nombre premier de Chen,
- un nombre d'Eisenstein premier.

### 558
- 2 × 32 × 31,
- un nombre nontotient,
- un nombre Harshad,
- figure dans le titre de l'épisode de Star Trek: Deep Space Nine Le Siège du AR-558.

### 559
- 13 × 43,
- la somme de cinq nombres premiers consécutifs (103 + 107 + 109 + 113 + 127) et de sept nombres premiers consécutifs (67 + 71 + 73 + 79 + 83 + 89 + 97),
- un nombre ennéagonal,
- un nombre cubique centré,
- un modèle de sous-marin, l'Unterseeboot 559.

## Entiers de 560 à 569

### 560
- 24 × 5 × 7,
- un nombre tétraédrique.

### 561
- 3 × 11 × 17,
- 33e nombre triangulaire donc 17e nombre hexagonal,
- le premier nombre de Carmichael.

### 562
- 2 × 281,
- un nombre de Smith,
- un nombre intouchable.

### 564
- 22 × 3 × 47,
- la somme de deux nombres premiers jumeaux (281 + 283).

### 565
- 5 × 113,
- la somme de trois nombres premiers consécutifs (181 + 191 + 193).

### 566
- 2 × 283,
- un nombre nontotient.

### 567
- 34 × 7.

### 568
- 23 × 71,
- la somme des dix-neuf premiers nombres premiers,
- un nombre refactorisable.

### 569
- un nombre premier de Pythagore,
- un nombre premier de Chen,
- un nombre d'Eisenstein premier,
- un nombre strictement non palindrome.

## Entiers de 570 à 579

### 570
- 2 × 3 × 5 × 19.

### 571
- un nombre premier de Chen,
- un nombre triangulaire centré,
- un modèle de sous-marin, l'Unterseeboot 571 qui apparaît dans le film U-571.

### 572
- 22 × 11 × 13,
- un nombre nontotient.

### 573
- 3 × 191,
- un modèle de sous-marin, l'Unterseeboot 573,
- connu sous le nom « nombre de Konami ».

### 574
- 2 × 7 × 41,
- un nombre sphénique,
- un nombre nontotient.

### 575
- 52 × 23.

### 576
- 26 × 32,
- 242,
- la somme de quatre nombres premiers consécutifs (137 + 139 + 149 + 151),
- un nombre hautement totient,
- un nombre de Smith,
- un nombre intouchable,
- un nombre Harshad.

### 577
- un nombre premier de Pythagore.
- Le nombre de députés composant l'Assemblée nationale française.

### 578
- 2 × 172,
- un nombre nontotient.

### 579
- 3 × 193.

## Entiers de 580 à 589

### 580
- 22 × 5 × 29,
- la somme de six nombres premiers consécutifs (83 + 89 + 97 + 101 + 103 + 107).

### 581
- 7 × 83,
- la somme de trois nombres premiers consécutifs (191 + 193 + 197).

### 582
- 2 × 3 × 97,
- un nombre sphénique,
- la somme de huit nombres premiers consécutifs (59 + 61 + 67 + 71 + 73 + 79 + 83 + 89),
- un nombre nontotient.

### 583
- 11 × 53.

### 584
- 23 × 73,
- un nombre intouchable,
- un nombre refactorisable.

### 585
- 32 × 5 × 13,
- quand on compte en base deux avec les doigts, l'expression de 585 comme 1001001001 donne un signe des cornes des deux mains.

### 586
- 2 × 293,
- la fonction de Mertens retourne 7 pour ce nombre, un record élevé qui reste valable jusqu'au nombre 1357.
- Dans la suite logique des dénominations des microprocesseurs d'Intel, ce nombre aurait dû être l'abréviation du 80586 ; à la place, il s'est appelé Pentium.

### 587
- un nombre premier sûr,
- la somme de cinq nombres premiers consécutifs (107 + 109 + 113 + 127 + 131),
- un nombre premier de Chen,
- un nombre d'Eisenstein premier.

### 588
- 22 × 3 × 72,
- un nombre de Smith,
- un nombre Harshad.

### 589
- 19 × 31,
- la somme de trois nombres premiers consécutifs (193 + 197 + 199).

## Entiers de 590 à 599

### 590
- 2 × 5 × 59,
- un nombre sphénique,
- un nombre nontotient.

### 591
- 3 × 197.

### 592
- 24 × 37,
- un nombre Harshad.

### 593
- un nombre premier de Pythagore,
- un nombre premier de Sophie Germain,
- la somme de sept nombres premiers consécutifs (71 + 73 + 79 + 83 + 89 + 97 + 101) et de neuf nombres premiers consécutifs (47 + 53 + 59 + 61 + 67 + 71 + 73 + 79 + 83),
- un nombre d'Eisenstein premier,
- un nombre premier équilibré,
- un nombre de Leyland,
- un nombre strictement non palindrome.

### 594
- 2 × 33 × 11,
- la somme de dix nombres premiers consécutifs (41 + 43 + 47 + 53 + 59 + 61 + 67 + 71 + 73 + 79),
- un nombre nontotient,
- un nombre Harshad.

### 595
- 5 × 7 × 17,
- un nombre sphénique,
- 34e nombre triangulaire donc 12e nombre ennéagonal centré.

### 596
- 22 × 149,
- la somme de quatre nombres premiers consécutifs (139 + 149 + 151 + 157),
- un nombre nontotient.

### 597
- 3 × 199.

### 598
- 2 × 13 × 23,
- 598 = 51 + 92 + 83,
- un nombre sphénique.

### 599
- un nombre premier de Chen,
- un nombre d'Eisenstein premier.

599=4⁴+7³